# Caló (caricaturista)
Carlos Rubén Sosa Sanabria (Puerto Casado, 6 de octubre de 1967), más conocido como Caló, es un caricaturista, ilustrador y humorista gráfico paraguayo. Es el principal ilustrador editorial de ABC Color, donde ha trabajado durante más de tres décadas. Su trabajo en ABC Color se caracteriza por un humor ácido y crítico, con un enfoque en la sátira política nacional, siendo una de las figuras más influyentes del humor gráfico en Paraguay.

## Biografía
«No pienso en dibujos solo cuando duermo»
—Caló
Nació el 6 de octubre de 1967 en Puerto Casado, Paraguay. Desde la infancia mostró un talento innato para el dibujo, influenciado por su padre, Félix Sosa, quien era profesor de dibujo en el Colegio Juana María de Lara. Su pasión por el arte fue alimentada por las historietas de Disney y otras publicaciones de la época.
A los ocho años se trasladó a la capital de su país, Asunción, donde continuó su formación académica y artística. Durante la secundaria en el Colegio Naciones Unidas, sus cuadernos escolares combinaban tareas con ilustraciones.
A los 15 años de edad, ingresó al ámbito profesional en el departamento de arte de una imprenta. Más tarde, trabajó en una agencia de publicidad, donde fue guiado por el diseñador uruguayo Rodolfo Fernández, quien se convirtió en su mentor.

### Trayectoria y obra
En 2012, Caló fue incluido en la colección Grandes Humoristas Paraguayos, una serie de libros que destacaron a los principales humoristas gráficos del Paraguay. Esta colección fue una colaboración entre ABC Color y la editorial Servilibro.
El 2 de septiembre de 2021, en la Casa de la Cultura de Yaguarón, Caló impartió una jornada de caricatura organizada por la Asociación de Artistas Yaguaroninos, con el apoyo de la Municipalidad de Yaguarón, para promover el arte y la cultura local.
En 2024, participó en el Comic & Humor, organizado por el Centro de Arte y Cultura Art Studium Lambaré, donde ofreció una conferencia sobre la conexión entre el dibujo y el humor, explorando cómo la idea evoluciona y se revitaliza en el concepto de lo risible.

#### ABC Color
«[En ABC Color], lo que hago es crítica, más que nada, con dibujo humorístico, y me califico ácido. A veces, de repente, me sale muy humorístico, pero lo mío es criticar, y dar una serie de mensajes...»
—Caló en entrevista.
En 1989, tras la caída de la dictadura de Alfredo Stroessner y la reapertura de ABC Color, fue invitado a unirse al equipo del diario. Su entrada se dio de manera anecdótica: realizó una caricatura del jefe de impresión del periódico, la cual llegó a la redacción y llamó la atención de los directivos. Desde entonces, ha permanecido en el medio, consolidándose como el principal caricaturista del periódico.
Caló es responsable de múltiples secciones ilustradas en ABC Color.
Su trabajo se caracteriza por un humor ácido y crítico, con un enfoque en la sátira política nacional. Entre sus principales retos ha estado la caricaturización de figuras públicas como Fernando Lugo, Lino Oviedo, Luis María Argaña y Alfredo Stroessner, logrando captar con precisión sus rasgos y características.
Uno de sus aportes más destacados ha sido la continuidad del personaje «Rata», originalmente creado por el caricaturista Julio González.

##### Estilo
El estilo de Caló combina la sátira política con el humor visual, utilizando la caricatura como una herramienta de crítica social. Su talento para sintetizar mensajes complejos en una sola imagen lo ha convertido en un referente del periodismo gráfico paraguayo.
Caló ha expresado su interés en que el humor gráfico de Paraguay trascienda fronteras y logre mayor reconocimiento internacional, y ha señalado que se siente identificado con el también caricaturista y humorista gráfico, Jorge «Yor» Torres (†), antiguo empleado del periódico La Nación, especialmente por la acidez y la crítica presentes en sus textos y dibujos. El trabajo de Caló ha influido en nuevas generaciones de caricaturistas paraguayos.